# روبوكوب: المدينة المارقة
روبوكوب: المدينة المارقة (بالإنجليزية: RoboCop: Rogue City)‏ هي لعبة تصويب منظور الشخص الأول صدرت في 2 نوفمبر 2023 من تطوير تيون ونشر ناكون.